# Carcoforo
Carcoforo (piemontiul: Carcòfo, walserul: Chalchoufu) település Olaszországban, Vercelli megyében. Lakosainak száma 71 fő (2023. január 1.). Carcoforo Bannio Anzino, Ceppo Morelli, Fobello, Macugnaga és Alto Sermenza községekkel határos.

## Népesség
A település népességének változása:
| Lakosok száma | 75   | 73   | 71   |
|               | 2017 | 2018 | 2023 |